# Грязнушка (приток Губса)
Грязнушка (балка Грязнушка, Адарам) — река в России, протекает в Мостовском районе Краснодарского края. Река Грязнушка течёт по равнине. Устье реки находится восточнее станицы Губская в 16 км по левому берегу реки Губс. Длина реки — 12 км, площадь водосборного бассейна — 19,6 км².

## Данные водного реестра
По данным государственного водного реестра России относится к Кубанскому бассейновому округу, водохозяйственный участок реки — Лаба от истока до впадения реки Чамлык. Речной бассейн реки — Кубань.
Код объекта в государственном водном реестре — 06020000712108100003663.